# Сан Роко Сено д'Елвио (Кунео)
Сан Роко Сено д'Елвио је насеље у Италији у округу Кунео, региону Пијемонт.
Према процени из 2011. у насељу је живело 42 становника. Насеље се налази на надморској висини од 207 м.